# Enigma (компьютерная игра)
Enigma — это свободная компьютерная игра, распространяемая на условиях GNU General Public License, преимущественно написана на Lua. Основана на более ранней игре Oxyd, которая, когда она продавалась, была очень популярной компьютерной игрой. Поскольку Oxyd больше не поддерживается разработчиком, Enigma стала популярной, её свободным кроссплатформенным продолжением. Enigma, являясь игрой с открытым исходным кодом, получила много положительных отзывов в обзорах.

## Игровой процесс и расширения игры
Enigma состоит приблизительно из 2500 уровней, известных как «местности», на которых можно играть в любом порядке. Игрок управляет одним или более мраморным шариком, используя мышь, и взаимодействует с местностью исключительно посредством шарика. Уровни делятся на 2 основных категории: местности Oxyd и местности для медитации. Может казаться, что некоторые уровни находятся в одной категории, в то время как на самом деле они находятся в другой.
Местности обычно представляют собой логические головоломки, хотя часто также необходима ловкость в управлении указательным устройством типа мыши (единственный способ управления). Местности генерируются скриптами на языке программирования Lua, делая создание сложных уровней сравнительно простым. Существует редактор уровней, но на данный момент он не слишком широко используется.
Кроме созданных для неё 563 стандартных уровней, Enigma включает также 20 обучающих местностей, 149 местностей, заимствованных из различных игр, наподобие Sokoban, 151 местность, заимствованную из игр Oxyd, и 91 местность, заимствованную из предшественника Oxyd, Esprit. Всего это составляет 974 местности.
В дополнения, к Enigma можно подключать файлы данных оригинальных игр Oxyd, что потенциально добавляет 550 местностей к коллекций Enigma. Хотя некоторые особенности серий Oxyd ещё не поддерживаются в Enigma, большинство местностей полнофункциональны.
У Enigma пока нет режима для двух игроков, который был доступен в некоторых версиях Oxyd. Однако, на большинстве местностей для двух игроков можно поиграть и одному игроку.
Enigma собирается для платформ Mac OS X, GP2X, Microsoft Windows, FreeBSD и Linux (имеются пакеты для некоторых дистрибутивов).

### Местности Oxyd
Играющие на местностях Oxyd должны активировать одинаковые камни Oxyd. Когда до камней Oxyd дотрагивается шар, попадает лазер или определённые типы движущихся камней, они открывают цветной круг. Если активированы два одинаковых камня Oxyd, они остаются открытыми, в то время как при открытии неодинаковых камней Oxyd, первый из них закрывается. Уровень завершается, когда все камни Oxyd открыты.

### Местности для медитации
Играющие на местностях для медитации должны расположить маленькие белые шарики в лунках на местности, так чтобы каждый шарик был в отдельной лунке. На местностях для медитации, чтобы усложнить задачу, могут находиться большие шарики и камни Oxyd. Некоторые уровни для медитации могут содержать слишком мало или слишком много лунок, в этом случае, чтобы завершить уровень, игроки должны создать дополнительные лунки или убрать существующие.